# Antoine Vialart
Antoine Vialart, francisation de Antonio Vialardi né vers 1524 et mort en 1576 au prieuré de sainte Marie de Gournay-sur-Marne, est un prélat français du XVIe siècle, archevêque de Bourges.

## Biographie
Antoine est issu d'une famille d'origine italienne les Vialardi (it) distinguée dans le parlement de Paris. Il est le fils de Jean Vialart, avocat au parlement de Paris, puis président au parlement de Rouen et de Jeanne Poncet, sa seconde femme.
Antoine Vialart est moine de l'ordre de saint Benoît. Il devient abbé de Notre-Dame de Bernay et prieur de Saint-Martin-des-Champs. Il est nommé par Charles IX à l'archevêché de Bourges en 1572.